# Malúla
Malúla (arabsky معلولا‎, Ma‘lūlā, z aramejského slova ܡܥܠܐ, ma‘lā, ve významu „vysoko položené místo“) je město v Sýrii, vzdálené asi 56 km na severovýchod od Damašku. Jeho nadmořská výška dosahuje 1500 m n. m. Roku 2005 zde žilo asi 2000 obyvatel. Město je poutním místem křesťanů a muslimů.
Obyvatelé města hovoří západní aramejštinou; Malúla je jedním ze tří míst, vedle Bakh'y a Jubb'adinu, kde se takto dodnes mluví. K udržení aramejštiny zde přispěly přírodní poměry místa, zejména jeho odlehlost. V současnosti aramejštinu potlačuje arabština, podporovaná televizí, tiskem, a vůbec i snazší, moderní dopravou, a konečně i politikou státu.
Z náboženského hlediska jsou obyvatelé řeckokatolíci a muslimové. Ve městě jsou dva významné kláštery: Mar Sarkis a Mar Taqla. Klášter Mar Sarkis byl zbudován ve 4. století na pozůstatcích pohanského chrámu. Pojmenován je podle svatého Sarkise (svatého Sergia), římského vojáka popraveného pro jeho křesťanskou víru. Klášter Mar Taqla byl postaven v místě, kde podle tradice působila svatá Tekla. V září 2013 bylo město vypleněno bojovníky napojenými na Al-Káidu. 3 ze 7 kostelů byly vypáleny,křesťané nuceni ke konverzi k islámu, většina obyvatel až na 30 starších párů uprchla, 3 křesťané byli zavražděni.